# Abraham Mojżesz Kalisz
Abraham Mojżesz Kalisz (ur. w XIX wieku, zm. 29 sierpnia 1938 w Warszawie) – rabin, cadyk wywodzący się z chasydzkiej dynastii Warka. Syn cadyka w Otwocku Symchy Bunema Kalisza, wnuk Mordechaja Menachema Mendla Kalisza. Był cadykiem w Falenicy. Miał jedno dziecko, syna, który zmarł w młodości.
Abraham Mojżesz Kalisz pochowany jest w ohelu na cmentarzu żydowskim przy ulicy Okopowej w Warszawie (kwatera 13, rząd 20).